# Dieunomia micheneri
Dieunomia micheneri är en biart som först beskrevs av Norbert J. Cross 1958.  Dieunomia micheneri ingår i släktet Dieunomia och familjen vägbin. Inga underarter finns listade i Catalogue of Life.